# Schopfmangabe
Die Schopfmangabe (Lophocebus aterrimus) ist eine Primatenart aus der Familie der Meerkatzenverwandten (Cercopithecidae).

## Merkmale
Schopfmangaben sind relativ schlanke Primaten mit langen Gliedmaßen und einem langen Schwanz. Das Fell ist rau und schwarz gefärbt. Namensgebendes Merkmal ist der hohe, aufgerichtete Haarschopf, an den Wangen haben sie lange, gebogene, grau gefärbte Haare. An den Schultern haben sie im Gegensatz zur nah verwandten Mantelmangabe keine verlängerten Haare. Sie erreichen eine Kopfrumpflänge von 40 bis 62 Zentimetern und eine Schwanzlänge von 55 bis 85 Zentimetern. Das Gewicht beträgt üblicherweise 6 bis 8 Kilogramm, wobei die Männchen etwas größer und schwerer als die Weibchen werden.

## Verbreitung und Lebensraum
Schopfmangaben kommen nur in der Demokratischen Republik Kongo vor. Der Kongo-Fluss bildet die Nordgrenze ihres Verbreitungsgebietes, nördlich davon lebt die Mantelmangabe. Ihr Lebensraum sind vorrangig tropische Regenwälder. Laut IUCN ist die Art „gering gefährdet“ (near threatened).

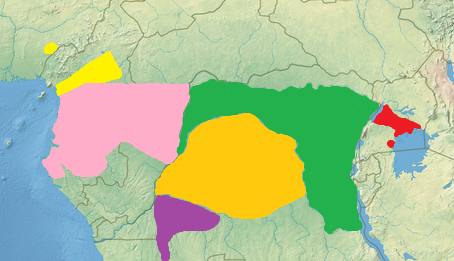
Die Verbreitungsgebiete der Schwarzmangaben:
Schopfmangabe
Johnston-Mangabe
Grauwangenmangabe
Uganda-Mangabe
Osman-Hill-Mangabe
Opdenbosch-Mangabe

## Lebensweise
Diese Primaten sind tagaktive Baumbewohner, die selten auf den Boden kommen. Sie leben in kleinen Gruppen von rund 15 Tieren, die sich aus einem oder mehreren Männchen, zahlreichen Weibchen und dem gemeinsamen Nachwuchs zusammensetzen. Mit lauten Schreien machen sie andere Gruppen auf ihr Territorium aufmerksam. Sie ernähren sich vorwiegend von Früchten, Nüssen und Kleintieren.

## Systematik
Die Schopfmangabe wird in die Gattung der Schwarzmangaben (Lophocebus) eingeordnet, die nach jüngeren Erkenntnissen nicht sonderlich nahe mit den Weißlid-Mangaben (Cercocebus) verwandt ist. Früher wurde sie mit der Mantelmangabe oft zu einer Art zusammengefasst.
Die südwestlichen Populationen der Schopfmangabe gelten heute als Opdenbosch-Mangabe als eigene Art, werden manchmal jedoch lediglich als deren Unterart klassifiziert.